# Matej Palčič
Matej Palčič (Capodistria, 21 giugno 1993) è un ex calciatore sloveno, di ruolo difensore.

## Carriera

### Club
Cresciuto nei settori giovanili di Dekani e Koper, ha esordito con la prima squadra del club istriano il 6 aprile 2011, nella partita vinta per 0-3 contro il Celje. Dopo aver vinto una Coppa di Slovenia e una Supercoppa, vinta proprio grazie al rigore decisivo di Palčič, nel gennaio del 2016 passa al Maribor.
Il 23 gennaio 2018 viene ceduto a titolo definitivo al Wisła Cracovia, con cui firma un contratto di un anno e mezzo.

### Nazionale
Dopo aver giocato con tutte le rappresentative giovanili slovene, il 10 giugno 2017 ha debuttato con la nazionale maggiore, in occasione della partita di qualificazione al Mondiale 2018 vinta per 2-0 contro Malta, sostituendo all'89º minuto Nejc Skubic.

## Statistiche

### Presenze e reti nei club
Statistiche aggiornate al 25 maggio 2018.
| Stagione        | Squadra         | Campionato      | Campionato | Campionato | Coppe nazionali | Coppe nazionali | Coppe nazionali | Coppe continentali | Coppe continentali | Coppe continentali | Altre coppe | Altre coppe | Altre coppe | Totale | Totale |
| Stagione        | Squadra         | Comp            | Pres       | Reti       | Comp            | Pres            | Reti            | Comp               | Pres               | Reti               | Comp        | Pres        | Reti        | Pres   | Reti   |
| --------------- | --------------- | --------------- | ---------- | ---------- | --------------- | --------------- | --------------- | ------------------ | ------------------ | ------------------ | ----------- | ----------- | ----------- | ------ | ------ |
| 2010-2011       | Koper           | 1. SNL          | 2          | 0          | CS              | -               | -               | -                  | -                  | -                  | -           | -           | -           | 2      | 0      |
| 2011-2012       | Koper           | 1. SNL          | 17         | 0          | CS              | 0               | 0               | UEL                | 0                  | 0                  | -           | -           | -           | 17     | 0      |
| 2012-2013       | Koper           | 1. SNL          | 25         | 0          | CS              | 4               | 0               | -                  | -                  | -                  | -           | -           | -           | 29     | 0      |
| 2013-2014       | Koper           | 1. SNL          | 30         | 7          | CS              | 1               | 0               | -                  | -                  | -                  | -           | -           | -           | 31     | 7      |
| 2014-2015       | Koper           | 1. SNL          | 17         | 0          | CS              | 4               | 0               | UEL                | 4                  | 2                  | -           | -           | -           | 25     | 2      |
| 2015-gen. 2016  | Koper           | 1. SNL          | 4          | 1          | CS              | 0               | 0               | UEL                | 4                  | 2                  | SS          | 1           | 0           | 9      | 3      |
| Totale Koper    | Totale Koper    | Totale Koper    | 95         | 8          |                 | 9               | 0               |                    | 8                  | 4                  |             | 1           | 0           | 113    | 12     |
| 2016-2017       | Maribor         | 1. SNL          | 17         | 0          | CS              | 4               | 0               | UEL                | 0                  | 0                  | -           | -           | -           | 21     | 0      |
| 2017-gen. 2018  | Maribor         | 1. SNL          | 7          | 0          | CS              | 2               | 0               | UCL                | 4                  | 0                  | -           | -           | -           | 13     | 0      |
| Totale Maribor  | Totale Maribor  | Totale Maribor  | 24         | 0          |                 | 6               | 0               |                    | 4                  | 0                  |             | -           | -           | 34     | 0      |
| gen.-giu. 2018  | Wisla Cracovia  | EK              | 8          | 0          | CP              | 0               | 0               | -                  | -                  | -                  | -           | -           | -           | 8      | 0      |
| Totale carriera | Totale carriera | Totale carriera | 127        | 8          |                 | 15              | 0               |                    | 12                 | 4                  |             | 1           | 0           | 155    | 12     |

### Cronologia presenze e reti in nazionale
| Cronologia completa delle presenze e delle reti in nazionale ― Slovenia | Cronologia completa delle presenze e delle reti in nazionale ― Slovenia | Cronologia completa delle presenze e delle reti in nazionale ― Slovenia | Cronologia completa delle presenze e delle reti in nazionale ― Slovenia | Cronologia completa delle presenze e delle reti in nazionale ― Slovenia | Cronologia completa delle presenze e delle reti in nazionale ― Slovenia | Cronologia completa delle presenze e delle reti in nazionale ― Slovenia | Cronologia completa delle presenze e delle reti in nazionale ― Slovenia |
| Data                                                                    | Città                                                                   | In casa                                                                 | Risultato                                                               | Ospiti                                                                  | Competizione                                                            | Reti                                                                    | Note                                                                    |
| ----------------------------------------------------------------------- | ----------------------------------------------------------------------- | ----------------------------------------------------------------------- | ----------------------------------------------------------------------- | ----------------------------------------------------------------------- | ----------------------------------------------------------------------- | ----------------------------------------------------------------------- | ----------------------------------------------------------------------- |
| 10-6-2017                                                               | Lubiana                                                                 | Slovenia                                                                | 2 – 0                                                                   | Malta                                                                   | Qual. Mondiali 2018                                                     | -                                                                       | 89’                                                                     |
| Totale                                                                  |                                                                         | Presenze                                                                | 1                                                                       |                                                                         | Reti                                                                    | 0                                                                       |                                                                         |

## Palmarès

### Club

#### Competizioni nazionali
- Coppa di Slovenia: 3

Koper: 2014-2015
Maribor: 2015-2016
Koper: 2021-2022
- Supercoppa di Slovenia: 1

Koper: 2015
- Campionato sloveno: 1

Maribor: 2016-2017
- Campionato moldavo: 1

Sheriff Tiraspol: 2019